# تپه ارگ شیروان
تپه ارگ شیروان (تپه نادری شیروان) مربوط به هزاره پنجم قبل از میلاد است و در شیروان، داخل شهر واقع شده و این اثر در تاریخ ۲۳ فروردین ۱۳۴۶ با شمارهٔ ثبت ۷۰۳ به‌عنوان یکی از آثار ملی ایران به ثبت رسیده است.
تپه باستانی ارگ شیروان عظیم‌ترین و مهم‌ترین محوطه باستانی شمال شرق کشور و از کهن‌ترین مراکز فرهنگ و تمدن در خطه خراسان شمالی است.
این اثر باستانی از اولین محوطه‌های مسکونی حاشیه رودخانه اترک محسوب می‌شود که همانند کوهی در داخل شهر باستانی شیروان قرار گرفته و بر دشت شیروان اشراف داشته و رود اترک از مجاورت آن می‌گذرد.
تپه باستانی ارگ شیروان بزرگ‌ترین تپه دست ریز خاکی ایران است که ۲۵ متر ارتفاع و ۹۰ متر قطر دارد که به علت فرسایش بتدریج از ارتفاع تپه کاسته شده که سابقاً مرکز حکومت و فرماندهی خطه شمال خراسان بوده است.
این محدوده تاریخی دارای حصار و چهار برج مرتفع بوده که عمارت حاکم بر بلندایش مستقر بوده و دور تا دور آن دیوار شهر بند قرار داشته است.
سفال‌های به دست آمده از تپه باستانی ارگ شیروان نظیر تپه باستانی (یاریم تپه درگز) است، و نوع سفال‌ها قرمز با نقش سیاه مربوط به هزاره پنجم قبل از میلاد (هفت هزار سال قبل) می‌باشد و به عنوان کهن‌ترین زیستگاه خراسان شمالی مورد تحقیق و بررسی و پژوهش باستانشناسان ایرانی و خارجی قرار گرفته است.
با توجه به قبور زرتشتی در اطراف تپه مذکور و روستاهای قدیمی گلیان و تپه خانلق (محل فعلی منبع آب شیروان) و بعضی از آداب و رسوم مردم شیروان زندگی زرتشیان در شیروان را تأیید می‌نماید.
تپه باستانی ارگ شیروان در روزگاران گذشته محل برگزاری کشتی پهلوانی باچوخه خراسان نیز بود، این تپه بزرگ دست ریز دارای دو کانال سفالین در قسمت شمال و جنوب تپه بود که آثار آن هنوز هم دیده می‌شود.
طبق اظهارات معمرین و باستان شناسان از کانال شمالی آب قنات میرک آباد شیروان به سطح تپه انتقال می‌یافت (توسط عوامل حاکم) و در آنجا آب انبار می‌شد و کانال جنوبی حکم فاضلاب را داشت.
عمارت تپه باستانی ارگ شیروان دارای شاه‌نشین اندرونی و بیرونی بود که تماماً از خشت خام و گل و آرچه (سرو کوهی) احداث شده بود که برج چهارگانه فقط دید اطراف را داشتند (از برج‌ها داخل و سطح تپه دیده شد).
فواصل برج ۷۰ ذرع، بلندی برج ۶ ذرع و حصاری (دیواری) به ارتفاع بیش از چهر متر داشت و تنها در ورود و خروج در ضلع شرقی قرار داشت، تپه باستانی ارگ شیروان برای چندمین بار به‌تازگی (آذرماه ۱۳۸۹)، هم توسط باستان شناسان گمانه زنی گردید.
در بهمن ۱۳۹۹، رئیس اداره میراث فرهنگی، گردشگری و صنایع دستی شیروان گفت: عرصه و حریم سه تپه ارگ باستانی، ارگ استقلال و تپه گلول در این شهرستان خراسان شمالی مطالعه و تعیین تکلیف شدند.